# Juan Villar
Juan Villar Vázquez (Cortegana, 19 maggio 1988) è un ex calciatore spagnolo, di ruolo ala o attaccante.

## Caratteristiche tecniche
È un esterno destro.

## Carriera

### Club
Ccresciuto nelle giovanili del Recreativo Huelva, ha esordito in prima squadra il 31 agosto 2008 in un match vinto 1-0 contro il Real Betis.

## Statistiche

### Presenze e reti nei club
Statistiche aggiornate al 16 gennaio 2018.
| Stagione                 | Squadra                  | Campionato               | Campionato | Campionato | Coppe nazionali | Coppe nazionali | Coppe nazionali | Coppe continentali | Coppe continentali | Coppe continentali | Altre coppe | Altre coppe | Altre coppe | Totale | Totale | Totale |
| Stagione                 | Squadra                  | Comp                     | Pres       | Reti       | Comp            | Pres            | Reti            | Comp               | Pres               | Reti               | Comp        | Pres        | Reti        | Pres   | Reti   |        |
| ------------------------ | ------------------------ | ------------------------ | ---------- | ---------- | --------------- | --------------- | --------------- | ------------------ | ------------------ | ------------------ | ----------- | ----------- | ----------- | ------ | ------ | ------ |
| 2008-2009                | Recreativo Huelva        | PD                       | 2          | 0          | CR              | 0               | 0               |                    | -                  | -                  |             | -           | -           | 2      | 0      |        |
| 2009-2010                | San Roque                | SDB                      | 30         | 10         | CR              | 0               | 0               |                    | -                  | -                  |             | -           | -           | 30     | 10     |        |
| 2010-2011                | Recreativo Huelva        | SD                       | 30         | 5          | CR              | 1               | 0               |                    | -                  | -                  |             | -           | -           | 31     | 5      |        |
| 2011-2012                | Recreativo Huelva        | SD                       | 34         | 2          | CR              | 0               | 0               |                    | -                  | -                  |             | -           | -           | 34     | 2      |        |
| Totale Recreativo Huelva | Totale Recreativo Huelva | Totale Recreativo Huelva | 66         | 7          |                 | 1               | 0               |                    | -                  | -                  |             | -           | -           | 67     | 7      |        |
| 2012-2013                | Cadice                   | SDB                      | 36         | 10         | CR              | 2               | 0               |                    | -                  | -                  |             | -           | -           | 38     | 10     |        |
| 2013-2014                | Cadice                   | SDB                      | 36         | 19         | CR              | 0               | 0               |                    | -                  | -                  |             | -           | -           | 36     | 19     |        |
| 2014-2015                | Cadice                   | SDB                      | 36         | 12         | CR              | 4               | 1               |                    | -                  | -                  |             | -           | -           | 40     | 13     |        |
| Totale Cadice            | Totale Cadice            | Totale Cadice            | 108        | 41         |                 | 6               | 1               |                    | -                  | -                  |             | -           | -           | 114    | 42     |        |
| 2015-2016                | Real Valladolid          | SD                       | 39         | 15         | CR              | 1               | 0               |                    | -                  | -                  |             | -           | -           | 40     | 15     |        |
| 2016-2017                | Real Valladolid          | SD                       | 31         | 10         | CR              | 1               | 0               |                    | -                  | -                  |             | -           | -           | 32     | 10     |        |
| Totale Real Valladolid   | Totale Real Valladolid   | Totale Real Valladolid   | 70         | 25         |                 | 2               | 0               |                    | -                  | -                  |             | -           | -           | 72     | 25     |        |
| 2017-2018                | Tenerife                 | SD                       | 13         | 2          | CR              | 0               | 0               |                    | -                  | -                  |             | -           | -           | 13     | 2      |        |
| Totale Carriera          | Totale Carriera          | Totale Carriera          | 287        | 85         |                 | 9               | 1               |                    | -                  | -                  |             | -           | -           | 296    | 86     |        |

## Palmarès

### Club

#### Competizioni nazionali
- Segunda División: 1

Almería: 2021-2022